# Freden i Lund
 Der er for få eller ingen kildehenvisninger i denne artikel, hvilket er et problem. Du kan hjælpe ved at angive troværdige kilder til de påstande, som fremføres i artiklen.

Freden i Lund var en fredsslutning der blev indgået den 26. september 1679, og var den sidste fredsaftale mellem Danmark-Norge og det svenske imperium i den Skånske Krig.
Krigen indledtes, da Sverige på fransk initiativ angreb Brandenburg-Preussen. Danmark blev involveret som en del af den anti-fransk-svenske alliance, der besatte de svenske herredømmer i Nordtyskland, indtog de svenske allierede i Holstein-Gottorp, vandt flådeherredømme i Østersøen og genvandt dele af skånelandene, der var blevet tabt ved Freden i København (1660). Fra 1678 lykkedes det Frankrig at splitte den anti-fransk-svenske alliance ved at indgå separate fredsaftaler med nogle af medlemmerne i Freden i Nijmegen. Styrket af resultatet af denne traktat bestræbte Frankrig sig på at støtte sin svenske allierede. Fransk militærtryk tvang først Brandenburg-Preussen til fred ved Freden i Saint-Germain og fratog dermed Danmark dets vigtigste allierede.
Umiddelbart efter at freden i Saint-Germain havde tvunget danskerne til at indlede forhandlinger i Lund, krydsede de franske styrker sig til dansk territorium og tvang Danmark til at acceptere den franskdikterede Fontainebleau-fred, der sikrede genopretning Sverige med alle landets krigserobringer og Holstein-Gottorp. De dansk-svenske forhandlinger i Lund fortsatte, og den endelige traktat bekræftede ikke blot Fontainebleau-betingelserne, men indeholdt også en hemmelig alliance, der primært var udarbejdet af Gyllenstierna. Alliansen, der var skrøbelig fra begyndelsen, brød i sammen i det følgende år efter Gyllenstiernas død.

## Fornyet afståelse af Skånelandene
Traktatens hovedbestemmelser var, at Freden i København fra 1660 skulle stå ved magt. Derved blev Skåne, Halland og Blekinge endeligt afstået til Sverige. Dette skete, selv om den danske hær kontrollerede størstedelen af Skåne.

## Fredens følger
Traktaten garanterede dansk lov (Skånske Lov) i Skånelandene, og gav amnesti til snaphanerne. Alligevel blev landene forsvenskede, og der blev indledt en menneskejagt på snaphanerne.